# Тернопільсько-Зборівська архієпархія. Парафії, монастирі, храми. Шематизм
«Тернопільсько-Зборівська архієпархія. Парафії, монастирі, храми. Шематизм» — шематизм Тернопільсько-Зборівської архієпархії Української греко-католицької церкви.

## Редакційна рада
- Кир Василій Семенюк — Архієпископ і Митрополит Тернопільсько-Зборівської архієпархії УГКЦ.
- о. Андрій Романків — протосинкел Тернопільсько-Зборівської архієпархії УГКЦ.
- о. доктор Віталій Козак — синкел з питань стратегії і розвитку Тернопільсько-Зборівської архієпархії УГКЦ.
- Богдан Куневич — директор видавництва ТОВ «Новий колір».
- Ярослав Стоцький — керівник проєкту, професор.
- Володимир Бурдяк — художній дизайнер видавництва ТОВ «Новий колір».
- Тетяна Червінська — технічний редактор видавництва ТОВ «Новий колір».

- Автор концепції і відповідальний за випуск Б. Куневич.
- Керівник проєкту, науковий редактор Я. Стоцький.
- Художній дизайн та верстка В. Бурдяк і Ю. Ковбасіста.
- Технічний редактор Т. Червінська.

Світлини:
- Тернопільсько-Зборівська архієпархія (з особистих архівів духовенства),
- власний архів ТОВ «Новий колір»,
- Василь Балюх,
- Ігор Крочак.

## Презентація
Презентація видання відбулася 29 липня 2014 року в приміщенні фундації «Справа Патріарха Йосифа».